# 产业集中度
产业集中通常是指在社会生产过程中，企业规模扩大的过程。它表现为全部企业中仅佔很小比例的企业或数量很少的企业，积聚或支配着佔很大比例的生产要素。因此，集中又可以分为工业集中与产业集中。工业集中是以整个工业为考察范围，对各个不同产业生产能力分布状况的一种综合反映。产业集中是以某个具体的产业为考察对象，反映产业内资源在不同企业间分布的状况。集中度即集中的程度。产业集中度是针对特定产业而言的集中度，是用于衡量产业竞争性和垄断性的最常用指标。传统产业组织理论以产业集中度作为反映市场竞争程度高低的最重要的指标，它的基本逻辑是：较高的集中度表明更多的销售额或其他经济活动被很少一部分企业所控制，从而这一小部分企业拥有相当的市场支配力，特别是价格支配力，使市场的竞争性较低。但非传统的产业组织理论对这一逻辑提出了质疑。该理论认为，市场的竞争性不仅与单个企业的市场份额有关，还与市场进入障碍等其他因素有关。正如保罗·萨缪尔森所指出的那样，一个由单个企业构成的产业的集中度可能为100%，但是如果潜在的供给弹性足够大的话，该厂商的垄断势力可以为零。如果存在着一种能带来垄断利润的价格，那么现有的垄断就会受到新进入者或该产业中原有边际厂商扩张引起的冲击。也就是说，在特定的市场条件下（如潜在的供给弹性足够大），集中度高并不意味着市场的竞争性弱，高集中度可能与激烈的竞争并存，尤其是在当今国际竞争的大环境下。